# Pearl River Tower

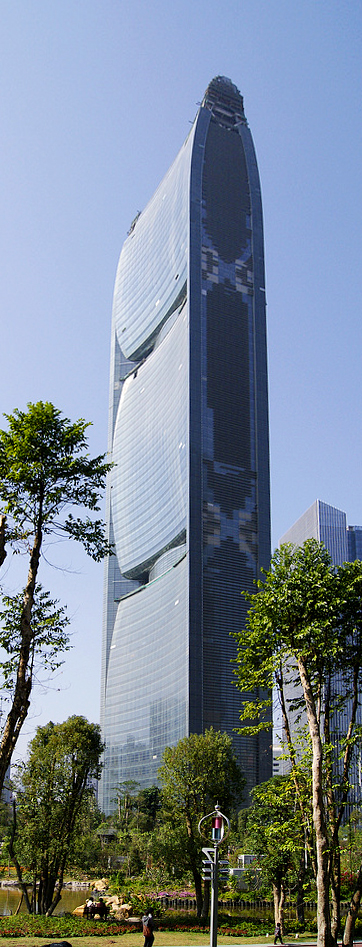

Pearl River Tower (chin. 珠江大厦) - "drapacz chmur" w chińskim mieście Guangzhou. Ukończony w 2011 roku.
Pearl River Tower ma być najbardziej przyjaznym środowisku wieżowcem świata.
Ma wyznaczyć nowe standardy projektowania drapaczy chmur: konstrukcja ma być tak zharmonizowana ze środowiskiem, że ma czerpać energię z otaczającej ją natury.
Wieżowiec jest wysoko energooszczędny dzięki zastosowaniu między innymi turbin wiatrowych i kolektorom energii słonecznej.
Siedziba China National Tobacco Corporation.